# Rotkehl-Gimpeltangare

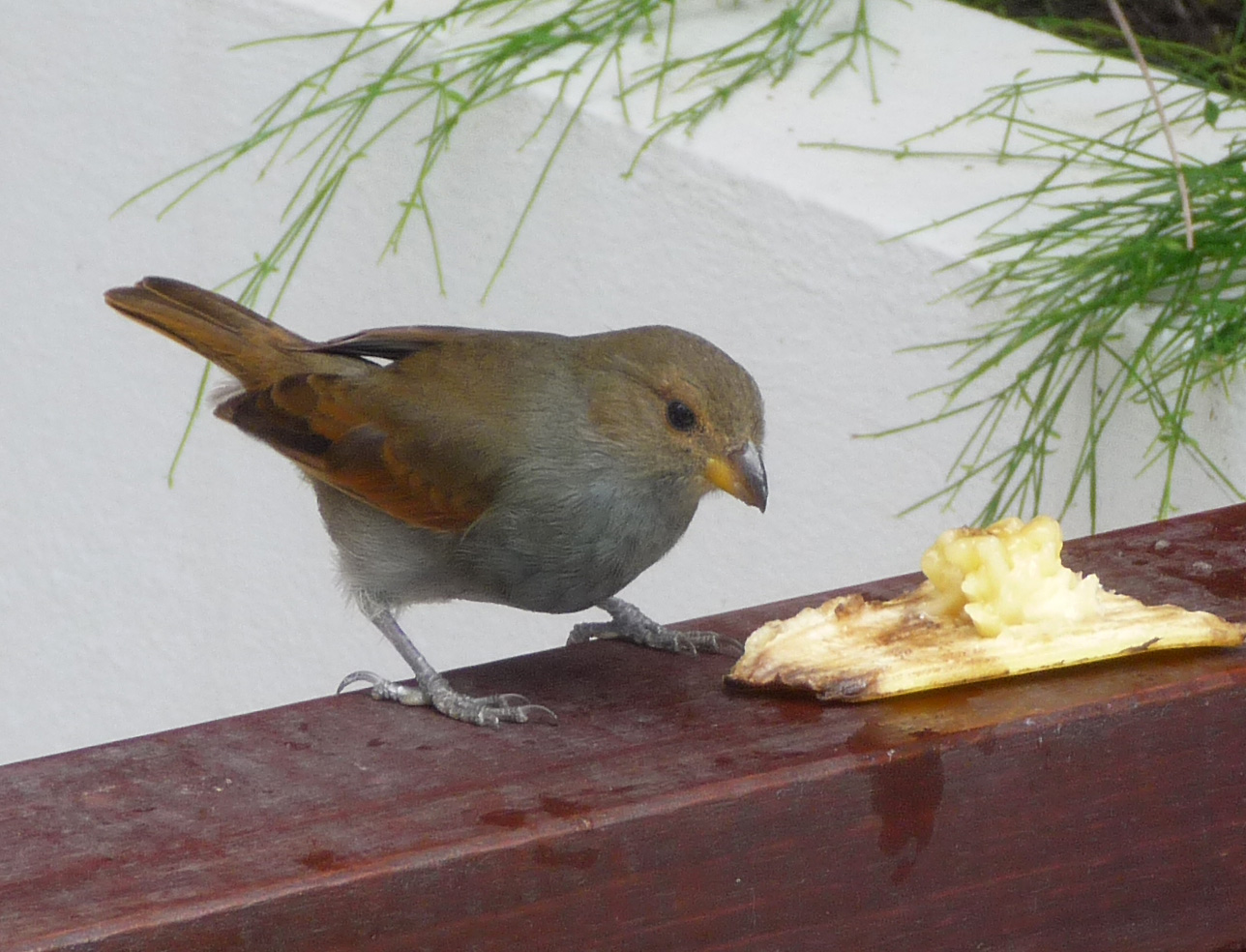
Weibliche Rotkehl-Gimpeltangare bei der Nahrungsaufnahme

Die Rotkehl-Gimpeltangare (Loxigilla noctis) ist eine Vogelart aus der Familie der Tangaren. Die Art ist weit verbreitet auf vielen Inseln der Kleinen Antillen in der Karibik und gilt als nicht gefährdet. Die früher als Bartgimpelfink oder Rotkehl-Gimpelfink bezeichnete Art wurde erstmals im Jahr 1766 durch den schwedischen Naturforscher Carl von Linné wissenschaftlich beschrieben.

## Beschreibung
Die Rotkehl-Gimpeltangare erreicht ausgewachsen eine Länge von etwa 14 bis 16 cm, das Gewicht der Tiere kann je nach Unterart zwischen 12 und 23 g liegen. In ihrer Färbung zeigt die Art einen ausgeprägten Sexualdimorphismus, das Gefieder der Männchen ist überwiegend schwarz, mit auffälligen roten Flecken an der Kehle und über den Augen. Der Schnabel ist vollständig schwarz. Weibliche Exemplare sind dagegen an der Oberseite bräunlich gefärbt, während Brust und Bauch grau gefärbt sind, die Spitzen der Schwungfedern zeigen eine rötlich-orange Farbe. Der Schnabel ist braun und geht an der Unterseite ins gelbliche über. Juvenile Rotkehl-Gimpeltangaren ähneln in der Färbung des Gefieders den adulten weiblichen Tieren.
Die Rotkehl-Gimpeltangare macht sich mit häufigen Lautäußerungen bemerkbar. Ihr Gesang besteht aus drei bis vier schnell aufeinander folgenden Zwitscherlauten, die sich etwa wie quip anhören, gefolgt von vier bis fünf ansteigenden Pfeiftönen.

## Verhalten
Rotkehl-Gimpeltangaren ernähren sich in der Wildnis sehr variabel, neben Früchten, Samen und Nektar werden auch Gliederfüßer verzehrt. Um an den Nektar aus Blütenpflanzen zu kommen, wird mit dem Schnabel ein kleines Loch in das Kelchblatt der Blüte gepickt. Beim Verzehr von Früchten werden diese mit den Füßen am Boden festgehalten. Die Vögel verbringen ein Großteil des Tages in den höheren Lagen der Bäume, können jedoch gelegentlich auch am Boden angetroffen werden. Die Art gilt in ihrem gesamten Verbreitungsgebiet als Standvogel, wenn überhaupt erfolgt eine Migration nur über kurze Strecken.

## Fortpflanzung

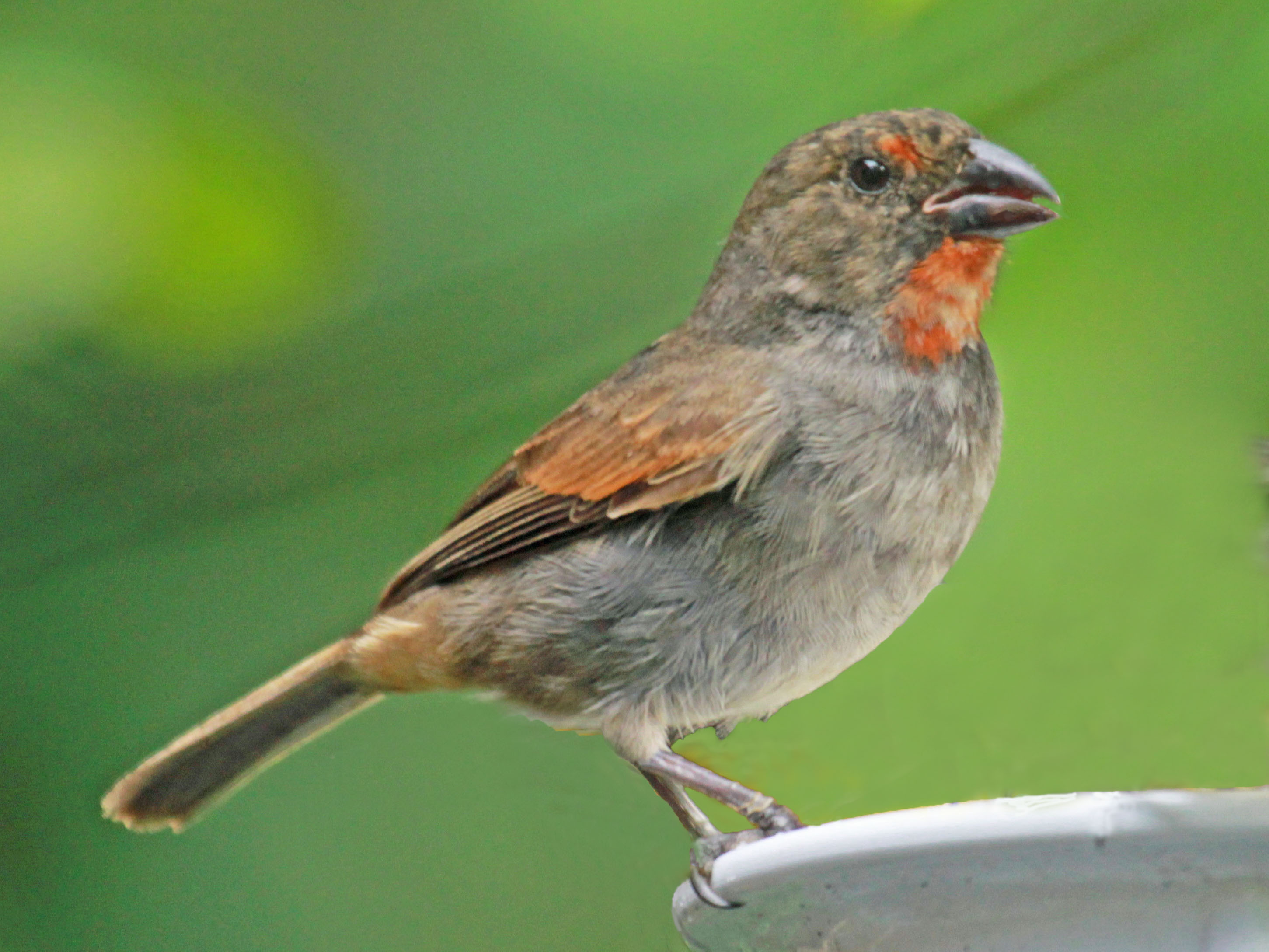
Jungvogel auf der Insel Saint John

Die Brutzeit erstreckt sich über das ganze Jahr, mit einem Höhepunkt an Brutvorgängen in den Monaten April bis August. Das Balzverhalten der Vögel wurde bislang kaum untersucht, es wird jedoch davon ausgegangen, dass zumindest der rote Kehlfleck der Männchen dabei eine Rolle spielt. Haben sich Paare gefunden, sind Rotkehl-Gimpeltangaren monogam, das Männchen hält sich in der Zeit der Eiablage meist in der Nähe seiner Partnerin auf und verteidigt wenn nötig das Territorium rund um das Nest. Bei diesem handelt es sich um eine sphärische Konstruktion mit einem seitlichen Eingang, das in einer Höhe von einem bis fünf Metern über dem Erdboden angelegt wird. Als Baumaterialien dienen Zweige, Pflanzenfasern, Gras oder trockene Blätter. Nach der Fertigstellung des Nestbaus legt das Weibchen zwei bis vier bläulich-weiße und rot gepunktete Eier. Nach dem Schlüpfen werden die Jungvögel für etwa zwei Wochen im Nest versorgt, bevor sie flügge werden und dieses verlassen.

## Verbreitung und Gefährdung

Verbreitungsgebiet der Rotkehl-Gimpeltangare

Die Art kommt auf allen Inseln der Kleinen Antillen mit Ausnahme der Grenadinen vor, wo sie jeweils in großer Zahl anzutreffen ist. Bei der Wahl ihres Lebensraums sind die Vögel nicht wählerisch, so werden sowohl unberührte tropische Regenwälder, Mangroven und Trockenwälder als auch vom Menschen gestaltete Umgebungen wie Gärten und städtische Parks besiedelt. Die IUCN sieht die Rotkehl-Gimpeltangare als nicht gefährdet (Status Least concern) an.

## Systematik
Carl von Linné beschrieb die Rotkehl-Gimpeltangare erstmals im Jahr 1766 unter dem wissenschaftlichen Namen Fringilla noctis und stellte ihn damit zu den Edelfinken. Der französische Naturforscher René Primevère Lesson transferierte die Art im Jahr 1831 in die von ihm neu eingeführte Gattung Loxigilla. 1855 bestimmte George Robert Gray sie außerdem nachträglich zur Typusart dieser Gattung. Die Art war vor 2007 wie die gesamte Gattung Loxigilla und andere verwandte Arten in die damals sehr große Familie der Ammern (Emberizidae) eingegliedert. Molekulargenetische Untersuchungen haben allerdings gezeigt, dass diese Arten tatsächlich zu den Tangaren gehören.
Zurzeit (2022) werden neben der Nominatform L. n. noctis, die auf der Insel Martinique vorkommt, sieben Unterarten der Rotkehl-Gimpeltangare als gültig betrachtet. Als Unterscheidungsmerkmal der einzelnen Unterarten dient neben der Größe und dem Gewicht meist die Färbung des Gefieders.
- L. n. noctis (Linnaeus, 1766); Martinique
- L. n. ridgwayi (Cory, 1892); Saint John, Saint Croix
- L. n. coryi (Ridgway, 1898); nordwestliche Kleine Antillen
- L. n. desiradensis Danforth, 1937; La Désirade
- L. n. dominicana (Ridgway, 1898); Guadeloupe, Îles des Saintes, Marie-Galante, Dominica
- L. n. sclateri Allen, 1880; St. Lucia
- L. n. crissalis (Ridgway, 1898); St. Vincent
- L. n. grenadensis (Cory, 1892); Grenada

Bis vor einigen Jahren galt außerdem noch die Barbadosgimpeltangare (Loxigilla barbadensis) als Unterart der Rotkehl-Gimpeltangare, erhielt jedoch im Jahr 2006 den Status einer eigenen Art zugesprochen.